# Wissenschaftliche Publikation

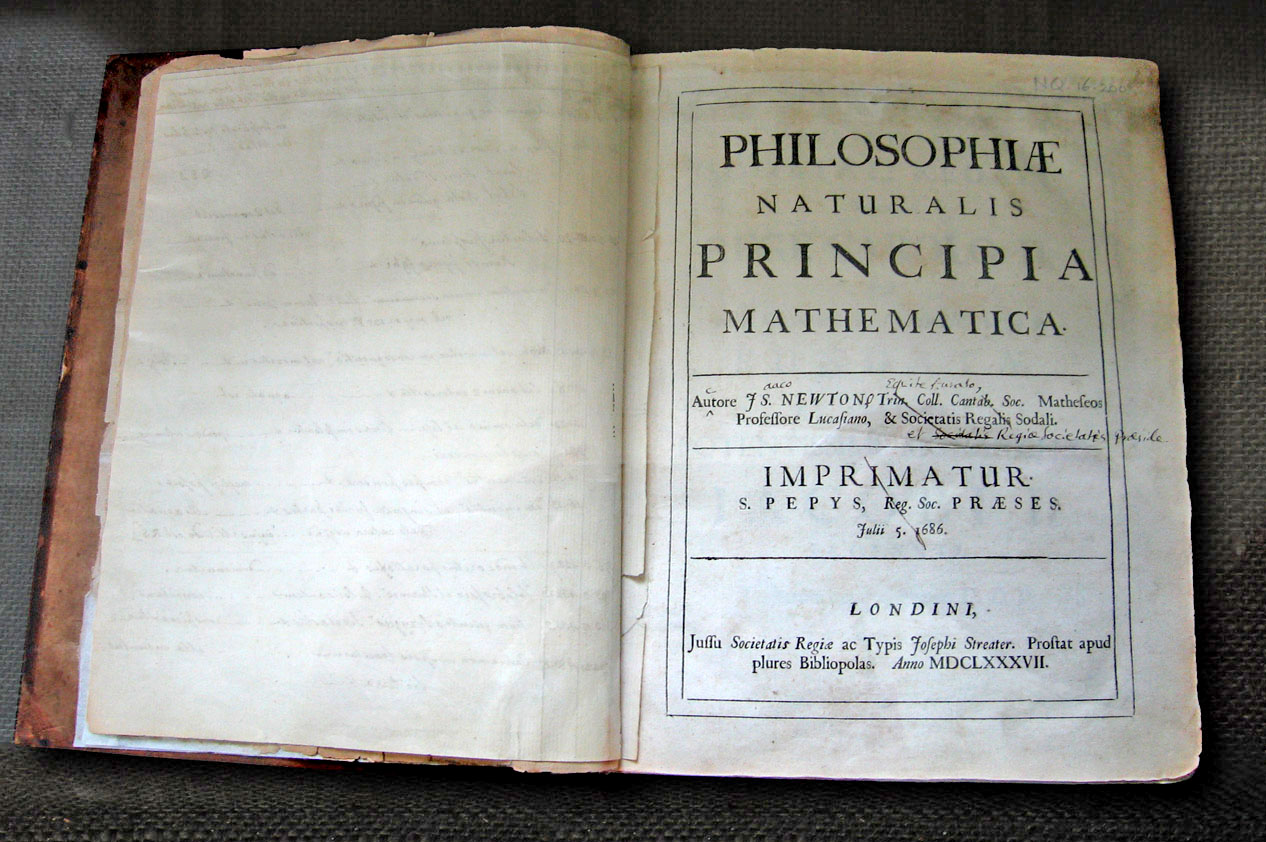
Isaac Newtons Philosophiæ Naturalis Principia Mathematica

Eine wissenschaftliche Publikation oder Fachpublikation (im Jargon oft einfach Aufsatz oder englisch Paper genannt, sofern es sich um einen Artikel in einer Fachzeitschrift handelt) ist eine schriftliche wissenschaftliche Arbeit von einem oder mehreren Autoren, deren Veröffentlichung (Publikation) bei einem Wissenschaftsverlag vorgesehen oder bereits erfolgt ist.
Am häufigsten ist die Publikation einzelner Aufsätze in Fachzeitschriften, gefolgt von Beiträgen zu Tagungs- und Sammelbänden sowie Monografien. 
Zum Publikationsprozess gehört heute in der Regel eine vorherige Begutachtung durch (meist anonyme) Fachkollegen (referees) in einem Review-Prozess. Hingegen werden für Lehr- und Handbücher im Allgemeinen einschlägig ausgewiesene Wissenschaftler als Autoren „per Bestellung“ herangezogen, und ein eventuelles „refereeing“-Verfahren vor der endgültigen Drucklegung hängt vom konkreten Fall ab.
Im Vorfeld von Konferenzen und Tagungen wird oft in einem Call for papers zum Einreichen wissenschaftlicher Beiträge aufgefordert.

## Gründe für die Publikationstätigkeit
Wissenschaftler publizieren, um
- ihre Forschungsergebnisse der wissenschaftlichen Gemeinschaft (ihres Faches) vorzustellen; erst dadurch werden sie „existent“ und können zitiert werden;
- andere Forscher zu fachlichen Diskussionen und weiteren Untersuchungen anzuregen;
- zu zeigen, dass sie zu einem bestimmten Zeitpunkt bereits die Ergebnisse hatten; diese Beweisfunktion erinnert an das Patentieren einer Erfindung;
- sich in ihrem Fach zu profilieren, was unter anderem für die Anstellung oder auch für die Vergabe von Forschungsgeldern wichtig ist („publish or perish“);
- Geld für diese Publikation zu erhalten (Tantiemen u. ä.);
- sich einer allgemeinen Öffentlichkeit zu präsentieren und Werbung für sich und ihre Ideen zu machen; diese Möglichkeit hängt vom Fach ab.

In manchen Fachgebieten erfolgt oft ein Vorabdruck (im Jargon als Preprint bezeichnet) der veröffentlichungsreifen Manuskripte auf Internet-Servern, wie das 1991 gegründete und von der Cornell Tech betriebene ArXiv. Mittlerweile (Stand 2020) existieren über 50 verschiedene Preprint-Anbieter. Eine Preprint-Publikation wird bereits als „entscheidend“ verstanden.
Hintergrund ist, dass in fast allen Wissenschaftsgebieten die Zahl und Qualität der Veröffentlichungen als Nachweis erfolgreicher wissenschaftlicher Forschungstätigkeit dienen. Dabei sind äußere Eingriffe und Beschränkungen in der Regel aus Sachgründen und aus Prinzip („Forschungsfreiheit“) grundsätzlich nicht vorgesehen. In einigen Fachgebieten – vor allem in der Medizin, der Pharmakologie, den Ingenieurwissenschaften und bei militärischer Relevanz oder Patentfragen – wird aber die Publikation eines durch Forschung entdeckten Sachverhalts von externer Seite ausgeschlossen oder eingeschränkt. Dabei spielen häufig Vertraulichkeitsvereinbarungen (Non-disclosure Agreements, kurz NDAs) in der Industrie eine Rolle.
Abgesehen von den Interessen der Öffentlichkeit ist Publikation neuer Erkenntnisse speziell für die Wissenschaft selbst essenziell, damit andere Wissenschaftler Zugriff auf dieses Wissen erhalten und neue Forschungsideen entwickeln können.

## Veröffentlichungsformen
Unter den Begriff „wissenschaftliche Publikation“ fallen alle Aufsätze in veröffentlichten wissenschaftlichen Buchhandelsmedien (etwa „Zeitschrift für …“). Die sogenannte „graue Literatur“ wird u. U. hinzugezogen; damit sind zum Beispiel Hochschulschriften (zum Beispiel Doktorarbeiten, Diplomarbeiten), „interne Berichte“ von Forschungsinstituten sowie Unternehmensschriften gemeint. Auch Internet-Dokumente, die analog in die oben genannten Bereiche gehören, gehören zum Wissenschaftsbetrieb. Als publiziert und damit zitierfähig gelten sie aber in vielen Fällen nicht.
Die Hinterlegung einer Arbeit in Archiven oder Bibliotheken ist keine ausreichende Form der Veröffentlichung. Gutachten, Artefakte, Geschmacksmuster, Warenzeichen oder interne Berichte finden in der Regel ebenfalls keine Beachtung als Publikationsträger. Dasselbe gilt für Internet-Dokumente, die zum Beispiel ohne Verlag auskommen, wie etwa eine private Homepage.
Die Veröffentlichung wissenschaftlicher Ergebnisse oder Lehrmeinungen kann auf mehrere Arten erfolgen. Man unterscheidet zwischen selbständigen Publikationen (Monografie) und unselbstständigen Publikationen (Aufsatz, Artikel, Bericht usw.):
- Monografie: eine meist umfangreiche Publikation, in der ein Problembereich systematisch und vollständig behandelt wird (siehe auch Lehrbuch, Handbuch).
- Artikel in Fachzeitschriften (Fachartikel): Diese Beiträge sind in der Regel weniger umfangreich (außer wenn die Zeitschrift sich auf Reviews spezialisiert hat) und präsentieren in der Regel neue Resultate für ein Fachpublikum. Die Manuskripte müssen formalen und inhaltlichen Kriterien genügen, um im Peer-Review-Prozess (siehe dort) zur Veröffentlichung akzeptiert zu werden.
- Artikel in Tagungsbänden: Solche Publikationen haben einen ähnlichen Umfang wie Artikel in Zeitschriften, allerdings ist die Qualitätskontrolle oft weniger umfassend, weil der Band zu einem bestimmten Datum fertig sein muss. Häufig werden Mängel an akzeptierten Artikeln nur von den Autoren verbessert, ohne dass die Überarbeitung den Review-Prozess erneut durchläuft. Dafür sind Artikel in Tagungsbänden bei ihrem Erscheinen jedoch noch sehr aktuell.
- Aufsatz in Sammelwerken: Vom Umfang her sind sie vergleichbar mit Artikeln in Fachzeitschriften. Sie haben jedoch meist einen engen thematischen Bezug zu den anderen Aufsätzen des jeweiligen Sammelwerks.
- Beiträge zu Festschriften, die bekannten Wissenschaftlern oder Instituten zu einem Jubiläum gewidmet werden: Die Kriterien sind ähnlich wie bei einem Tagungsband, doch weisen die Themen der Autoren (die oft dem Schülerkreis der Geehrten entstammen) meist eine größere fachliche Vielfalt auf und werden i. d. R. nicht vor Drucklegung referiert.

### Veröffentlichungsarten
Die verschiedenen Fachgebiete legen unterschiedliches Gewicht auf einzelne Veröffentlichungsarten: So werden etwa in Physik, Biologie und Volkswirtschaftslehre hauptsächlich Veröffentlichungen in Fachzeitschriften wahrgenommen, Artikel in Konferenzbänden jedoch weniger; in der Informatik dagegen wird stärker auf Konferenzen publiziert; in den Geisteswissenschaften treten die Publikationsformen Fachzeitschrift-Artikel, Sammelwerk-Aufsatz und Monographie nebeneinander auf.
Monografien und Sammelwerke können in Schriftenreihen erscheinen, womit sie einem meist klar umrissenen Themenfeld zugeordnet werden, zum Beispiel Ullmanns Enzyklopädie der Technischen Chemie.
Die Zuordnung von Publikationen zu Autoren geschieht zum Beispiel mittels ORCID.
Im Allgemein hat sich die Gewichtung und Anerkennung elektronischer Internet-Publikationen, besonders solcher, die zum Beispiel im Open Access nur im Internet veröffentlicht sind, stark verändert:
Für das Jahr 2020 sind die Top 100 Altmetric wie folgt verteilt: 46 Publikationen Open Access, 29 Closed und 25 „Free to read“. Eine Studie aus 2018 fand, dass 28 % aller Publikationen in Journalen frei zugänglich und online verfügbar sind und vermerkt, dass dieser Trend in den letzten 20 Jahren stetig angestiegen sei. Eine weitere Analyse von Altmetric für 2017 ergab, dass 42 (84 %) der Top 50 Artikel als „Open Access“ publiziert wurden.
Frontiers Media, ein Open-Publisher mit 129 Peer-Reviewed Journalen, ist im Ranking nach ACS und RSC bei den Zitationen an dritter Stelle.
Die berühmte Royal Society (UK) verfolgt nach der Transformative Journals-Methodik (siehe auch: Plan S) ihrer Forschungsjournale in das Open-Access-Modell zu überführen, wenn 75 % der Artikel als „Open Access“ publiziert werden.

### Peer Review
In einem Peer-Review-Prozess überprüfen Fachgutachter (meist Experten aus dem Fachbereich) die Arbeiten auf die wissenschaftliche Güte. Der Peer-Review-Prozess kann sich bei Publikationen in Zeitschriften über mehrere Monate hinziehen (zum Teil auch länger, etwa in der Volkswirtschaftslehre oder Astronomie, wo es sogar mehrere Jahre dauern kann), sorgt aber meist für eine hohe Qualität. Des Weiteren werden Fachartikel in solchen Journalen durch die Leserschaft in Form von Rezensionen analysiert, was eine weitere Kontrollinstanz darstellt.
Der Peer-Review-Prozess selbst steht heutzutage ebenfalls zur Debatte. Es gibt zu der Thematik eigene Kongresse.
Im Selbstverlag publizierte wissenschaftliche Werke, ob im Internet oder zum Beispiel auch als Print-on-Demand, genießen allgemein wenig bis keine Anerkennung, zumindest wenn bei dem Werk kein Peer Review stattgefunden hat oder der Autor wenig bekannt ist. Vielfach werden überhaupt nur solche Arbeiten als publiziert gewertet, die sich einer sogenannten ISBN oder ISSN zuordnen lassen.

### Betrug
Vor der Veröffentlichung in sogenannten „Raubjournalen“ wird gewarnt.

## Gliederung einer Veröffentlichung

### Natur- und Sozialwissenschaften
Natur- und Sozialwissenschaftliche Aufsätze weisen oft folgende Gliederung auf:
- Titel
- Autoren: inklusive aller Koautoren, mit Kontaktadresse eines Korrespondenzautors (corresponding author). Bei veröffentlichten Abschlussarbeiten wird meist der Leiter der Arbeitsgruppe als Letzter aufgeführt, der Hauptautor als Erster. Doch gibt es dabei unterschiedliche Auffassungen, wodurch es zu Missverständnissen über den jeweiligen Beitrag der einzelnen Koautoren kommen kann. An einem wissenschaftlichen (Forschungs-)Projekt arbeitet oft ein Team mit, von dem natürlich jeder auch ein Interesse daran hat, dass sein Name entsprechend veröffentlicht wird; dies insbesondere aus dem Grund, um sich auch wissenschaftlich einen Ruf zu erarbeiten, welcher wiederum für die zukünftige Projektfinanzierung und die Karriere des Forschers bedeutend ist. In der Regel werden die Autoren – wie erwähnt – in absteigender Wichtigkeit der Beiträge genannt. Alternativ ist aber auch eine alphabetische Reihenfolge möglich, innerhalb derer dann die Hauptautoren gegebenenfalls noch extra gekennzeichnet werden.[29] Der Hauptautor oder Leiter der Arbeitsgruppe dient oft als Kontakt, etwa für Anfragen bezüglich Rohdaten.
- Abstract: ein Kurzreferat des Inhaltes, das die Hauptthesen bzw. Ergebnisse in sehr kurzer, prägnanter Form wiedergibt. Der Abstract ist sehr oft in Katalogen öffentlich zugänglich.
- Einleitung (Introduction): Ein Kurzbericht des Forschungsstandes: Die Einleitung beinhaltet sozusagen eine kleine Übersichtsarbeit mit dazugehöriger Literaturrecherche. Die Motivation für die vorliegende Arbeit wird dargestellt: Welche Wissenslücken bestehen? Warum ist es wichtig, diese zu füllen? Ebenso werden Hypothese(n) formuliert.
- Materialien und Methoden / Experimenteller Teil (Materials and Methods / Experimental Section): welche Informationsquellen, Werkzeuge und Methoden wurden zur Bearbeitung der Fragestellung verwendet? Wie wird die Wahl der Methoden gerechtfertigt?
- Resultate (Results): was ist das Ergebnis der Bemühungen? Darstellung der gewonnenen Daten, gegebenenfalls mit statistischen Auswertungen.
- Diskussion (Discussion): Interpretation der Ergebnisse. Welche weiteren Fragestellungen ergeben sich daraus? Was bedeuten die Ergebnisse für das Forschungsgebiet? Stehen die Ergebnisse im Widerspruch zu oder Einklang mit anderen, früheren Publikationen? Da während der Forschungsarbeit nicht selten Probleme auftreten (zum Beispiel schlechtes Wetter, das eine Forschungsreise erschwert und verkürzt), wird im Diskussions-Teil selbstkritisch beschrieben, ob und mit welchen Einschränkungen die Ergebnisse gültig sind.
- Zusammenfassung (Summary): ähnlich wie das Abstract, jedoch eher zukunftsorientiert in Bezug auf weitergehende Fragestellungen. Wo und wie ließe sich das jetzt gewonnene Wissen weiterverwenden?
- Danksagung (Acknowledgements): Dankworte an Geldgeber, Unterstützer und Kritiker sowie Mit- und Zuarbeiter, die zwar einzelne Forschungsbeiträge oder Hilfen gegeben haben, aber den Artikel selbst nicht mitverfasst haben. Häufig auch als Fußnote zum Titel.
- Interessenkonflikte (Conflicts of interest): Hier geben die beteiligten Wissenschaftler an, von wem sie finanziert wurden, und welche Interessenkonflikte bei dieser Arbeit eine Rolle spielen könnten.
- Literaturliste (References): worin die zitierten Publikationen aufgelistet werden.

Diese Struktur ist aber nicht starr. Oft wird der Abschnitt Materialien und Methoden am Ende (noch vor dem „Dank“) eingefügt, da er nur für wenige Leser von Belang ist – zum Beispiel für jene, die selbst an einem verwandten Thema arbeiten, und nach neuen und besseren Forschungsmethoden Ausschau halten.
Verlage beziehungsweise die Redakteure lehnen wissenschaftliche Publikationen am häufigsten wegen Mängeln im methodischen Teil ab. Der Leser interessiert sich jedoch hauptsächlich für den Abstract – um zu entscheiden, ob der Rest des Textes lesenswert ist – und die Diskussion, da dieser Abschnitt die Ergebnisse beschreibt, kritisch betrachtet und ihre Bedeutung einordnet. Auch für den Autor ist die Gliederung eine wichtige Stütze; die Reihenfolge Einleitung → Methoden → Resultate → Diskussion → Zusammenfassung widerspiegelt die zeitlichen Abschnitte jeder Forschungstätigkeit. Die jeweilige Phase dient dabei der nächsten als Grundlage. Der Titel und der Abstract wird vor der Veröffentlichung gewählt und erstellt.

### Geisteswissenschaften
Die Gliederung bei geisteswissenschaftlichen Arbeiten ist weit weniger festgelegt als die der naturwissenschaftlichen. Der Aufbau des Textes selbst folgt meist lediglich pragmatischen Erwägungen, schließlich gibt es keine einheitlichen Forschungsmethoden. In der Regel folgt die Arbeit dem Prinzip einer Sach- bzw. Problemerörterung; eine geschichtswissenschaftliche Arbeit folgt oft der Chronologie. Statt der „References“ am Ende werden oft Fußnoten benutzt, die ans Ende der jeweiligen Seite angehängt werden („Fußnoten-Apparat“, der sowohl Referenzangaben als auch Kommentare enthält). Ein allgemeingültiger Aufbau über die Grenzen der einzelnen Fachrichtungen hinaus hat sich – im Gegensatz zur Naturwissenschaft – zwar nicht etablieren können, es ist jedoch eine Entwicklung zu beobachten, dass – angelehnt an das Vorbild aus den Naturwissenschaften – auch hier vielfach eine Art „Abstract“ sowie eine „Zusammenfassung“ zum Haupttext kommen.

## Autorschaft
Über die Autorschaft (siehe auch Mehrautorenschaft) bei wissenschaftlichen Publikationen gibt es ethische Diskussionen, und die nicht korrekte Nennung der Autoren gilt als eine Verfehlung (siehe Betrug und Fälschung in der Wissenschaft).
Unrichtige Autorennennungen gibt es vor allem, seit wissenschaftliche Leistung oftmals als Zahl veröffentlichter Beiträge gemessen wird (“publish or perish”). Es gab und es gibt immer noch Institutionen, bei deren Publikationen der Institutsleiter ungeachtet seines Beitrags automatisch als Koautor genannt wird („Ehrenautorschaft“). Dieselben Konflikte gibt es auch bei der Nennung von technischen Mitarbeitern oder Geldgebern. Die Motivation hinter unwahren Autorenangaben ist vielfältig:
- Dank für eine Unterstützung oder für Diskussionsbeiträge
- Vergrößerung der Zahl der eigenen Publikationen, zum Beispiel um die Chance auf eine Anstellung bei einem neuen Arbeitgeber zu erhöhen
- Größere Finanzmittel für das Institut oder die Arbeitsgruppe durch eine scheinbar größere Zahl von Publikationen
- Die Nennung eines erfahrenen Experten als Koautor, damit der Publikation größere Beachtung geschenkt wird oder damit der Verlag das Manuskript eher akzeptiert

Einer Studie aus dem Jahr 1998 zufolge enthielten 19 % der medizinischen Fachartikel Hinweise auf die oben genannte Ehrenautorschaft, 11 % Hinweise auf Ghostwriter sowie 2 % solche auf beides. Dabei waren Review-Artikel deutlich häufiger von „Ehrenautoren“ betroffen als Forschungsarbeiten. Im Jahr 2002 förderte eine ähnliche Studie über die sogenannten Cochrane-Reviews in der Medizin auch Hinweise auf „Ehrenautoren“ bei 39 % aller Arbeiten zutage. Dass Reviews eher „Ehrenautoren“ nennen, erklärt sich damit, dass diese viel eher zitiert werden – denn es ist oft einfacher, auf einen Reviewartikel zu verweisen als für jedes Detail eine Originalarbeit heranzuziehen.
Das International Committee of Medical Journal Editors (ICMJE, auch als „Vancouver Group“ bekannt) veröffentlichte Richtlinien (Stand Dezember 2019) für die Autorschaft bei wissenschaftlichen Publikationen, namentlich:
Die Nennung als Autor soll einzig auf folgenden Kriterien basieren:
- Substanzielle Beiträge zur Konzeption und Entwurf der Arbeit; oder zur Beschaffung, Analyse oder Interpretation der Daten.
- Entwurf der Publikation oder Revisionen, um wichtigen intellektuellen Inhalt zu verbessern.
- Endgültige Zustimmung zur Veröffentlichung.

Jeder Autor muss die drei Bedingungen erfüllen. […]

Die Beschaffung von Finanzmitteln, die Erfassung von Daten [engl. collection, zum Beispiel das Ablesen von Messwerten und deren Eingabe in eine Datenbank] oder die bloße Aufsicht bzw. Betreuung einer Forschungsgruppe allein rechtfertigen keine Autorschaft. […]

Jeder Autor soll in genügendem Umfang an der Arbeit teilnehmen, um die entsprechenden Teile der Arbeit gegenüber der Öffentlichkeit zu verantworten.
Diese Anforderungen an die Manuskripte werden inzwischen von über 6.600 Journalen (Stand 2021) verbindlich gefordert und von Seitens des ICMJE veröffentlicht und aktualisiert.
Naturwissenschaftliche Publikationen unterliegen einem sogenannten Peer Review, in welchem andere Wissenschaftler die Korrektheit und Relevanz der zu publizierenden Arbeit beurteilen. Die Zeitspanne zwischen Einreichung und Publikation eines Manuskripts kann unter Umständen mehr als ein Jahr betragen. Während der COVID-19-Pandemie hat sich die Zeitspanne bis zur Publikation für Corona-relevante Publikationen (und nur diese) noch mal deutlich reduziert.
Um falsche oder gefälschte Resultate zu unterbinden, wird es den Forschern nur in konkreten Fällen gestattet, eine Publikation nachträglich mit einer entsprechenden Veröffentlichung zurückzuziehen, so dass der (negative) „Ruf“, der mit einer nicht korrekt geleisteten Arbeit erworben wird, kaum zu tilgen ist.
Schon seit einigen Jahrzehnten ist besonders bei naturwissenschaftlichen Publikationen ein Trend weg von nur einem Autor und hin zur multiplen Autorschaft zu beobachten. Noch bis zum Ende des Zweiten Weltkriegs war es die Regel, dass ein Forscher seine wissenschaftlichen Erkenntnisse allein erhob und als einziger Autor veröffentlichte. Heute ist das in den Naturwissenschaften nur noch ganz selten der Fall: So waren nur sechs von über siebenhundert der im Jahr 2008 in der Fachzeitschrift Nature bis einschließlich September veröffentlichten wissenschaftlichen Originalarbeiten Einzelautor-Publikationen, und auch in anderen renommierten Wissenschaftlichen Fachzeitschriften ist der Anteil an Publikationen mit nur einem Autor verschwindend gering. Diese Entwicklung zeigt deutlich, dass naturwissenschaftliche Forschung heute weitestgehend durch gemeinschaftliche Anstrengung und Kooperation von häufig international zusammengesetzten Teams getragen wird. In den Geistes- und Sozialwissenschaften sind Einzelautor-Publikationen allerdings nach wie vor gängig.

## Der Impact einer Veröffentlichung
Es gibt spezielle Zeitschriften, in denen – sortiert nach Autorliste und Titel einer Veröffentlichung – nur angegeben wird, wann, wo und von wem diese Veröffentlichung innerhalb eines gegebenen Zeitraums zitiert wird, wobei in der Regel nur „referierte“ Zeitschriften berücksichtigt werden. Eine der Veröffentlichung in einer Fachzeitschrift vorausgehende Notiz – oder eine ausführliche Vorbesprechung – in einem populären nicht-wissenschaftlichen Medium, etwa in der New York Times, zählt hierbei also nicht mit, obwohl dies manchmal angestrebt wird.
Durch Auswertung der „Zitiert von …“-Statistiken kann man quantitative Aussagen über den sogenannten Impact Factor eines bestimmten wissenschaftlichen Publikationsmediums bekommen.
Eine 2019 erschienene Untersuchung gab Hinweise darauf, dass kompliziert geschriebene Veröffentlichungen seltener zitiert werden (und somit weniger „impact“ haben): Ein Ökonom überprüfte die zwischen 2000 und 2009 im American Economic Review erschienenen Veröffentlichungen anhand von sieben Kennwerten, zum Beispiel dem „Linsear Write“. Die Kennwerte berücksichtigen beispielsweise die Zahl der Wörter in einem Satz sowie die Anzahl der Silben pro Wort. Die am schwersten verständlichen 15 Prozent der Veröffentlichungen wurden deutlich weniger häufig zitiert.
Untersuchungen (Stand 2014) über die Top-100 der meist zitierten Artikel (Datenbasis: Science Citation Index (SCI)) ergab folgende Details:
- Nummer 1 (Rank 1) Artikel[47] hatte über 300.000 Verweise
- Nur drei Artikel hatten mehr als 100.000 Verweise und waren aus dem Bereich Biotechnologie (genauer: Labor Methoden und Prozeduren)
- Alle der 100 Artikel wurden über mehr als 12.000 mal zitiert und sind „extreme Ausreißer“
- Nur ca. 14.499 Artikel haben über 1.000 Zitationen
- Die Ergebnisse und Ranking von Artikeln unterscheiden sich von anderen Ranking-Systemen (Datenbasis) wie zum Beispiel Google Scholar[48]

Durch Zitationsanalysen wurden mittlerweile diverse Auswertungen zu nicht-inhaltsgeschuldeten Verzerrungen des Impacts vorgenommen.